# Air Seychelles
Air Seychelles Ltd (code AITA : HM ; code OACI : SEY) est la compagnie aérienne nationale des Seychelles, elle opère principalement dans l'Océan indien. Son siège se situe à l'aéroport international de Mahé et la compagnie est membre de l'Alliance Vanille depuis juin 2015.

## Partenariats

### Partage de codes
Elle partage ses codes avec :
Air Botswana, Air France, Air Madagascar, Alitalia, El Al, Etihad Airways, South African Airways et Virgin Australia

## Flotte

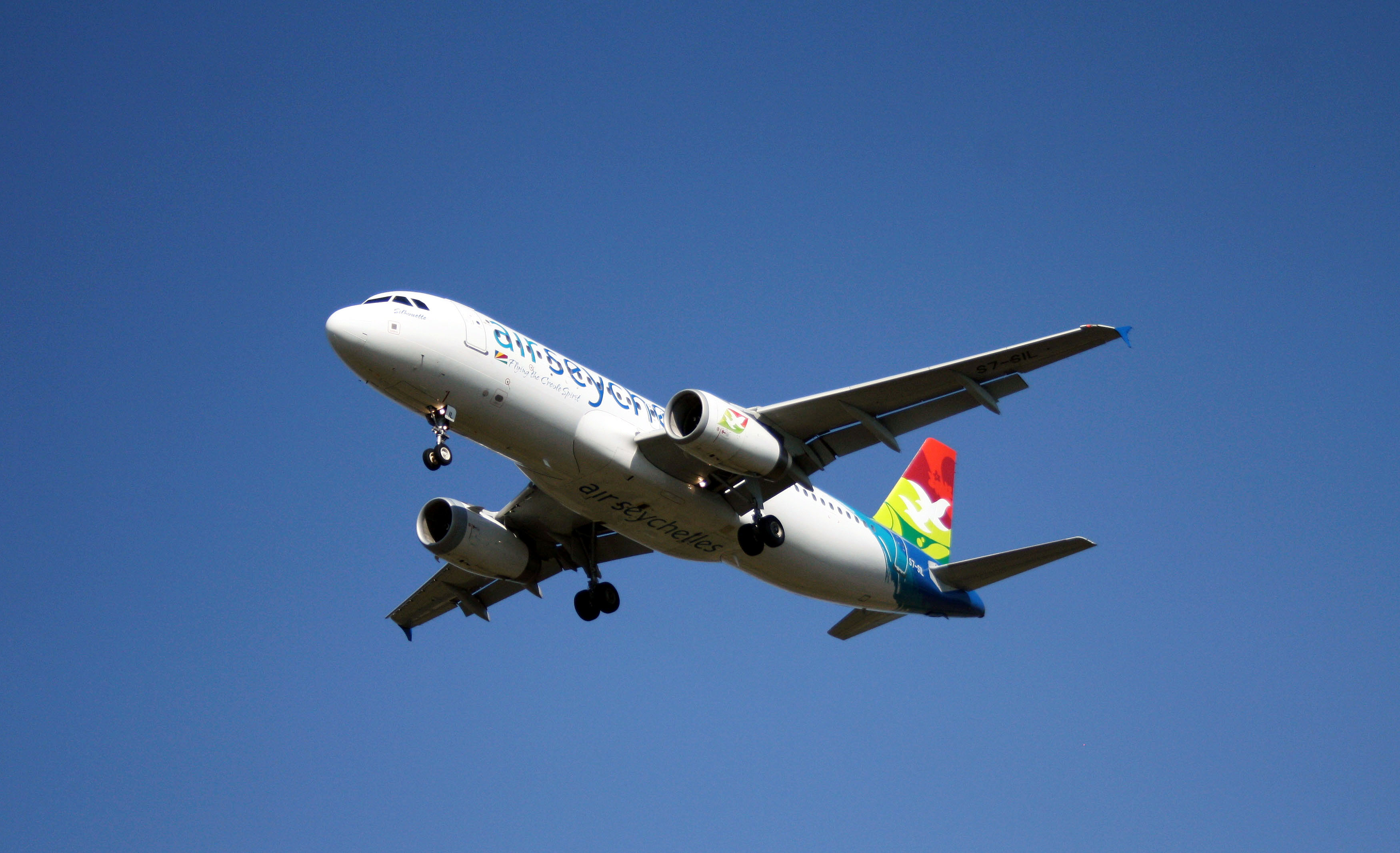
Airbus A320-232 d'Air Seychelles à Durban

## Destinations

### Afrique
Johannesburg

### Asie
Abou Dabi
 Colombo
 Mumbai
 Tel Aviv,

### Océan Indien
Plaisance
 Mahé (Hub), Praslin
 En Saison: Saint-Denis (La Réunion), Saint-Pierre

## Distinction
La compagnie aérienne Air Seychelles est désormais classée quatre étoiles sur cinq possibles par Skytrax, devenant le premier transporteur de l’Océan Indien ainsi récompensé.
Dans son communiqué du 3 janvier 2014, Air Seychelles, compagnie nationale seychelloise, annonce avoir été informée de son nouveau classement par l’organisme indépendant, rejoignant 35 autres compagnies de par le monde à avoir atteint ce niveau de reconnaissance. Le PDG d’Air Seychelles Cramer Ball a déclaré être « absolument ravi » par cette récompense, après avoir travaillé très dur pour améliorer les produits et services offerts aux passagers. Ce nouveau classement « nous place parmi les toutes meilleures compagnies aériennes au monde, et confirme les progrès enregistrés ces deux dernières années ». Il remercie bien sûr les « énormes efforts et engagements » du staff d’Air Seychelles, tout comme Etihad Airways, son actionnaire « qui a travaillé pour refaçonner notre offre tout en maintenant la chaleur et l’hospitalité créole pour laquelle nous sommes renommés ».
En juin 2013, Skytrax avait déjà reconnu les progrès enregistrés par Air Seychelles en la classant deuxième meilleure compagnie d’Afrique derrière South African Airways mais devant Air Mauritius ou les deux géantes Kenya Airways et Ethiopian Airways, son rang passant en un an de 133 à 56. Le ministre seychellois des transports Joel Morgan, chairman de la compagnie, a souligné de son côté combien « l’accolade est remarquable pour une compagnie relativement petite », et rappelé que le 35e anniversaire d’Air Seychelles a été marqué entre autres par l’arrivée d’un deuxième Airbus A330-200, le lancement de vols vers Hong Kong et la signature de quatre nouveaux accords de partage de codes.

## Propriété
Air Seychelles a été créée et détenue à l'origine par le gouvernement des Seychelles, après l'acquisition et la fusion de plusieurs petits exploitants d'aéronefs en une seule compagnie aérienne. Suite à des problèmes de gestion et de rentabilité, Etihad Airways a acquis une participation de 40 % dans Air Seychelles en 2012, pour un montant de 45 millions de dollars. Le 1er mai 2021, il a été annoncé qu'Etihad Airways avait revendu sa participation de 40 % au gouvernement des Seychelles.